# Никонов, Владимир Леонидович
Влади́мир Леонидович Ни́конов (28 ноября 1937, Москва — 25 августа 2020) — советский солист балета, балетный педагог. Заслуженный артист РСФСР (1968), народный артист РСФСР (1976).

## Биография
В 1957 году окончил Московское хореографическое училище по классу Александра Руденко. Учеником исполнил партию Щелкунчика-принца («Щелкунчик», 1956, хореография Василия Вайнонена). В 1957—1978 году — солист балета Большого театра, где его педагогами были Тамара Никитина, Алексей Ермолаев и Асаф Мессерер. Член КПСС с 1966 года.
В 1966—1977 преподавал в Московском хореографическом училище. В 1980 окончил ГИТИС по специальности педагог-балетмейстер. С 1978 года — педагог-репетитор Большого театра. Среди его учеников в разные годы: Михаил Цивин, Виктор Барыкин, Леонид Козлов, Владимир Деревянко, Валерий Анисимов, Михаил Шарков, Юрий Посохов, Вадим Писарев, Александр Ветров, Марк Перетокин, Владимир Непорожний, Денис Матвиенко, Александр Волчков, Егор Хромушин, Карим Абдуллин, Давид Мотта Соарес и другие артисты.
Похоронен на Ваганьковском кладбище.

### Семья
Жена — Людмила Богомолова (Никонова) (р. 1932), балерина Большого театра (1951—1971), педагог Московского хореографического училища (1971—1988), заслуженная артистка РСФСР (1959).
Сын — Леонид Никонов (р. 1961), артист балета Большого театра и педагог Академии Ла Скала (Милан).
Сын — Андрей Никонов (р. 1970), артист балета Большого театра (1988—1999).

## Репертуар вБольшом театре(основные партии)
- 1958 — «Жизель», редакция Леонида Лавровского — вставное па де де
- 1960 — «Конёк-Горбунок», балетмейстер Александр Радунский — Коралл
- 1961 — «Пламя Парижа», балетмейстер Василий Вайнонен — Антуан Мистраль
- 1961 — «Лебединое озеро», редакция Асафа Мессерера — па де труа
- 1961 — «Лесная песня», балетмейстеры Ольга Тарасова и Александр Лапаури — танец трёх — первый исполнитель
- 1961 — «Ромео и Джульетта», балетмейстер Леонид Лавровский — Трубадур
- 1961 — «Шопениана», хореография хореография Михаила Фокина — Юноша
- 1961 — «Страницы жизни», балетмейстер Леонид Лавровский — вальс — первый исполнитель
- 1961 — «Бахчисарайский фонтан», хореография Ростислава Захарова — Вацлав
- 1962 — «Страницы жизни», балетмейстер Леонид Лавровский — Георгий
- 1963 — «Раймонда», редакция Леонида Лавровского — Бернар
- 1964 — «Спящая красавица», редакция Асафа Мессерера и Михаила Габовича — Голубая птица
- 1964 — «Лебединое озеро», редакция Асафа Мессерера — Принц Зигфрид
- 1965 — «Каменный цветок», балетмейстер Юрий Григорович — Данила
- 1965 — «Золушка», балетмейстер Ростислав Захаров — Принц
- 1965 — «Дон Кихот», хореография Александра Горского — Базиль
- 1966 — «Жизель», редакция Леонида Лавровского — Альберт

## Звания и награды
- 1968 — Заслуженный артист РСФСР
- 1976 — Народный артист РСФСР
- 2001 — Орден Дружбы

### Видео
- Владимир Никонов Архивная копия от 14 апреля 2016 на Wayback Machine в программе «Билет в Большой»